# Liga Argentina de Voleibol 2009-10
La Liga Argentina de Voleibol 2009-10 fue la decimocuarta edición del torneo y su fase regular comenzó el 5 de noviembre de 2009. En esta edición participaron 11 de 14 equipos que estaban previstos, incluidos los recientes ascendidos PSM Vóley y SOS Villa María Vóley.
Respecto a la liga anterior, no participa Obras de San Juan, que venía de disputar de manera ininterrumpida las trece ediciones previas de la liga. El descenso del histórico equipo se produjo en un repechaje donde se enfrentó a SOS Villa María, equipo que pasó a ocupar su plaza.

## Equipos participantes
De los 14 que se preveía iban a tomar parte de la Liga, Monte Buey, Mendoza y Chaco no cumplieron con los requisitos necesarios para entrar en la competencia.
| Equipo                      | Localidad                           | Localía                             |
| --------------------------- | ----------------------------------- | ----------------------------------- |
| Boca Juniors                | Ciudad de Buenos Aires              | provincia de Entre Ríos             |
| Chubut Volley               | Trelew, Chubut                      | Trelew y Rawson                     |
| Drean Bolívar               | Bolívar, Buenos Aires               | Bolívar, Buenos Aires               |
| Instituto Carlos Pellegrini | San Miguel de Tucumán, Tucumán      | San Miguel de Tucumán, Tucumán      |
| La Unión de Formosa         | Formosa, Formosa                    | Formosa, Formosa                    |
| Gigantes del Sur            | Neuquén, Neuquén                    | Picún Leufú, Neuquén                |
| PSM Vóley                   | Puerto General San Martín, Santa Fe | Puerto General San Martín, Santa Fe |
| Rosario Sonder              | Rosario, Santa Fe                   | Rosario, Santa Fe                   |
| SOS Villa María Vóley       | Villa María, Córdoba                | Villa María, Córdoba                |
| Tigre Vóley                 | Tigre, Buenos Aires                 | Tigre, Buenos Aires                 |
| UPCN Vóley                  | San Juan, San Juan                  | San Juan, San Juan                  |

## Modo de disputa
Fase regular
Los once equipos se enfrentan todos contra todos en dos rondas, jugando contra cada rival una vez de local y otra de visitante. Por cada partido ganado 3 a 0 o 3 a 1 se entregan 3 puntos, mientras que cada encuentro que se juegue hasta el quinto set da dos puntos al vencedor y un punto al perdedor. Una vez terminada las veintidós jornadas, se ordena a los equipos según la puntuación obtenida y, aquellos ubicados en las primeras ocho ubicaciones disputan los play-off del campeonato.
Play-offs
Los equipos se enfrentan tal que el mejor ubicado se empareje con el peor ubicado, disputando más partidos como local el mejor ubicado. Los cuartos de final y las semifinales son al mejor de cinco partidos, mientras que la final es al mejor de siete.

## Copa ACLAV
La Copa ACLAV de esta temporada fue la quinta edición del torneo. El campeón fue Drean Bolívar que venció a UPCN Vóley en la final.
|  | Semifinales         | Semifinales |            |               | Final               | Final        |  |
|  |                     |             |            |               |                     |              |  |
|  |                     |             |            |               |                     |              |  |
|  | Drean Bolívar       | 3           |            |               |                     |              |  |
|  | Drean Bolívar       | 3           |            |               |                     |              |  |
|  | SOS Villa María     | 1           |            |               |                     |              |  |
|  | SOS Villa María     | 1           |            | Drean Bolívar | 3                   |              |  |
|  |                     |             |            | Drean Bolívar | 3                   |              |  |
|  |                     |             | UPCN Vóley | 0             |                     |              |  |
|  | UPCN Vóley          | 3           | UPCN Vóley | 0             |                     |              |  |
|  | UPCN Vóley          | 3           |            |               |                     |              |  |
|  | La Unión de Formosa | 1           |            |               | Tercer lugar        | Tercer lugar |  |
|  | La Unión de Formosa | 1           |            |               | Tercer lugar        | Tercer lugar |  |
|  |                     |             |            |               |                     |              |  |
|  |                     |             |            |               | La Unión de Formosa | 3            |  |
|  |                     |             |            |               | La Unión de Formosa | 3            |  |
|  |                     |             |            |               | SOS Villa María     | 0            |  |
|  |                     |             |            |               | SOS Villa María     | 0            |  |
|  |                     |             |            |               |                     |              |  |

| Fecha         | Local         | Resul | Visitante  | Estadio                       | Set 1 | Set 2 | Set 3 | Set 4 | Set 5 |
| ------------- | ------------- | ----- | ---------- | ----------------------------- | ----- | ----- | ----- | ----- | ----- |
| 22 de octubre | Drean Bolívar | 3 - 0 | UPCN Vóley | Club Argentino, Marcos Juárez | 25-22 | 25-21 | 25-23 | —     | —     |

Campeón
Drean Bolívar
Cuarto título

## Primera fase
Fuente: Diario La Nación. Prensa Boca Juniors/ACLAV
| Pos. | Equipo                      | PJ | Pts |
| ---- | --------------------------- | -- | --- |
| 1.º  | Drean Bolívar               | 20 | 50  |
| 2.º  | UPCN Vóley Club             | 20 | 47  |
| 3.º  | La Unión de Formosa         | 20 | 36  |
| 4.º  | Gigantes del Sur            | 20 | 34  |
| 5.º  | SOS Villa María             | 20 | 33  |
| 6.º  | Sonder Rosario              | 20 | 31  |
| 7.º  | Chubut Volley               | 20 | 30  |
| 8.º  | Boca Juniors                | 20 | 29  |
| 9.º  | Tigre Vóley                 | 20 | 19  |
| 10.º | PSM Vóley                   | 20 | 18  |
| 11.º | Instituto Carlos Pellegrini | 20 | 3   |

|  |                                            |
|  | Clasificados a cuartos de final.           |
|  | Clasificado a la serie por la Permanencia. |

## Permanencia
Los dos peores equipos de la liga disputaron una serie al mejor de cinco, donde el ganador mantenía su plaza en la misma mientras que el perdedor debía revalidarla ante el segundo de la Liga A2.
PSM Vóley - Instituto Carlos Pellegrini
| Fecha         | Local             | Resul | Visitante         | Set 1 | Set 2 | Set 3 | Set 4 | Set 5 |
| ------------- | ----------------- | ----- | ----------------- | ----- | ----- | ----- | ----- | ----- |
| 18 de febrero | PSM Vóley         | 3 - 1 | Carlos Pellegrini | 28-26 | 16-25 | 25-23 | 25-22 |       |
| 21 de febrero | PSM Vóley         | 0 - 3 | Carlos Pellegrini | 20-25 | 23-25 | 27-29 |       |       |
| 25 de febrero | Carlos Pellegrini | 0 - 3 | PSM Vóley         | 18-25 | 18-25 | 18-25 |       |       |
| 27 de febrero | Carlos Pellegrini | 0 - 3 | PSM Vóley         | 23-25 | 32-30 | 23-25 | 20-25 |       |

Instituto Carlos Pellegrini - Chovet Vóley
| Fecha      | Local             | Resul | Visitante         | Set 1 | Set 2 | Set 3 | Set 4 | Set 5 |
| ---------- | ----------------- | ----- | ----------------- | ----- | ----- | ----- | ----- | ----- |
| 4 de marzo | Carlos Pellegrini | 3 - 0 | Chovet Vóley      | 25-19 | 25-23 | 25-21 |       |       |
| 7 de marzo | Chovet Vóley      | 1 - 3 | Carlos Pellegrini | 18-25 | 21-25 | 26-24 | 21-25 |       |

## Segunda fase, play-offs
|  | Cuartos de final | Cuartos de final    | Cuartos de final |                     |     | Semifinales   | Semifinales | Semifinales |  |     | Final         | Final | Final |  |
|  |                  |                     |                  |                     |     |               |             |             |  |     |               |       |       |  |
|  |                  |                     |                  |                     |     |               |             |             |  |     |               |       |       |  |
|  | 1.º              | Drean Bolívar       | 3                |                     |     |               |             |             |  |     |               |       |       |  |
|  | 1.º              | Drean Bolívar       | 3                |                     |     |               |             |             |  |     |               |       |       |  |
|  | 8.º              | Boca Juniors        | 0                |                     |     |               |             |             |  |     |               |       |       |  |
|  | 8.º              | Boca Juniors        | 0                |                     | 1.º | Drean Bolívar | 3           |             |  |     |               |       |       |  |
|  |                  |                     |                  |                     | 1.º | Drean Bolívar | 3           |             |  |     |               |       |       |  |
|  |                  |                     | 4.º              | Gigantes del Sur    | 0   |               |             |             |  |     |               |       |       |  |
|  | 4.º              | Gigantes del Sur    | 4.º              | Gigantes del Sur    | 0   | 3             |             |             |  |     |               |       |       |  |
|  | 4.º              | Gigantes del Sur    |                  |                     |     |               |             |             |  |     |               |       |       |  |
|  | 5.º              | SOS Villa María     | 2                |                     |     |               |             |             |  |     |               |       |       |  |
|  | 5.º              | SOS Villa María     | 2                |                     |     |               |             |             |  | 1.º | Drean Bolívar | 4     |       |  |
|  |                  |                     |                  |                     |     |               |             |             |  | 1.º | Drean Bolívar | 4     |       |  |
|  |                  |                     | 2.º              | UPCN Vóley          | 1   |               |             |             |  |     |               |       |       |  |
|  | 2.º              | UPCN Vóley          | 2.º              | UPCN Vóley          | 1   | 3             |             |             |  |     |               |       |       |  |
|  | 2.º              | UPCN Vóley          |                  |                     |     |               |             |             |  |     |               |       |       |  |
|  | 7.º              | Chubut Volley       | 1                |                     |     |               |             |             |  |     |               |       |       |  |
|  | 7.º              | Chubut Volley       | 1                |                     | 2.º | UPCN Vóley    | 3           |             |  |     |               |       |       |  |
|  |                  |                     |                  |                     | 2.º | UPCN Vóley    | 3           |             |  |     |               |       |       |  |
|  |                  |                     | 3.º              | La Unión de Formosa | 0   |               |             |             |  |     |               |       |       |  |
|  | 3.º              | La Unión de Formosa | 3.º              | La Unión de Formosa | 0   | 3             |             |             |  |     |               |       |       |  |
|  | 3.º              | La Unión de Formosa |                  |                     |     |               |             |             |  |     |               |       |       |  |
|  | 6.º              | Rosario Sonder      | 1                |                     |     |               |             |             |  |     |               |       |       |  |
|  | 6.º              | Rosario Sonder      | 1                |                     |     |               |             |             |  |     |               |       |       |  |
|  |                  |                     |                  |                     |     |               |             |             |  |     |               |       |       |  |

El equipo ubicado en la primera línea obtuvo la ventaja de localía.
El resultado que figura es la cantidad de partidos ganados por cada equipo en la serie.

### Cuartos de final
Drean Bolívar - Boca Juniors
| Fecha         | Local         | Resul | Visitante     | Set 1 | Set 2 | Set 3 | Set 4 | Set 5 |
| ------------- | ------------- | ----- | ------------- | ----- | ----- | ----- | ----- | ----- |
| 24 de febrero | Drean Bolívar | 3 - 0 | Boca Juniors  | 25-19 | 25-15 | 25-21 |       |       |
| 26 de febrero | Drean Bolívar | 3 - 1 | Boca Juniors  | 25-20 | 25-18 | 20-25 | 25-21 |       |
| 3 de marzo    | Boca Juniors  | 0 - 3 | Drean Bolívar | 18-25 | 16-25 | 22-25 |       |       |

Gigantes del Sur - SOS Villa María
| Fecha         | Local            | Resul | Visitante        | Set 1 | Set 2 | Set 3 | Set 4 | Set 5 |
| ------------- | ---------------- | ----- | ---------------- | ----- | ----- | ----- | ----- | ----- |
| 24 de febrero | Gigantes del Sur | 3 - 0 | SOS Villa María  | 25-10 | 25-19 | 25-15 |       |       |
| 26 de febrero | Gigantes del Sur | 2 - 3 | SOS Villa María  | 21-25 | 25-20 | 18-25 | 27-25 | 17-19 |
| 3 de marzo    | SOS Villa María  | 3 - 1 | Gigantes del Sur | 25-22 | 25-19 | 23-25 | 25-22 |       |
| 5 de marzo    | SOS Villa María  | 2 - 3 | Gigantes del Sur | 23-25 | 25-15 | 16-25 | 25-23 | 7-15  |
| 8 de marzo    | Gigantes del Sur | 3 - 2 | SOS Villa María  | 25-17 | 16-25 | 21-25 | 25-22 | 15-8  |

UPCN Vóley - Chubut Volley
| Fecha         | Local         | Resul | Visitante     | Set 1 | Set 2 | Set 3 | Set 4 | Set 5 |
| ------------- | ------------- | ----- | ------------- | ----- | ----- | ----- | ----- | ----- |
| 24 de febrero | UPCN Vóley    | 3 - 2 | Chubut Vplley | 25-21 | 23-25 | 25-22 | 22-25 | 15-10 |
| 26 de febrero | UPCN Vóley    | 2 - 3 | Chubut Volley | 25-22 | 23-25 | 22-25 | 25-17 | 15-17 |
| 3 de marzo    | Chubut Volley | 1 - 3 | UPCN Vóley    | 23-25 | 15-25 | 25-21 | 23-25 |       |
| 5 de marzo    | Chubut Volley | 0 - 3 | UPCN Vóley    | 25-27 | 21-25 | 17-25 |       |       |

La Unión de Formosa - Rosario Sonder
| Fecha         | Local               | Resul | Visitante           | Set 1 | Set 2 | Set 3 | Set 4 | Set 5 |
| ------------- | ------------------- | ----- | ------------------- | ----- | ----- | ----- | ----- | ----- |
| 24 de febrero | La Unión de Formosa | 3 - 0 | Rosario Sonder      | 25-23 | 30-28 | 26-24 |       |       |
| 26 de febrero | La Unión de Formosa | 1 - 3 | Rosario Sonder      | 22-25 | 23-25 | 25-17 | 20-25 |       |
| 3 de marzo    | Rosario Sonder      | 1 - 3 | La Unión de Formosa | 25-19 | 22-25 | 17-25 | 27-29 |       |
| 5 de marzo    | Rosario Sonder      | 0 - 3 | La Unión de Formosa | 22-25 | 20-25 | 19-25 |       |       |

### Semifinales
Drean Bolívar - Gigantes del Sur
| Fecha       | Local            | Resul | Visitante        | Set 1 | Set 2 | Set 3 | Set 4 | Set 5 |
| ----------- | ---------------- | ----- | ---------------- | ----- | ----- | ----- | ----- | ----- |
| 12 de marzo | Drean Bolívar    | 3 - 1 | Gigantes del Sur | 21-25 | 25-16 | 25-22 | 25-21 |       |
| 13 de marzo | Drean Bolívar    | 3 - 0 | Gigantes del Sur | 25-16 | 25-17 | 26-24 |       |       |
| 20 de marzo | Gigantes del Sur | 1 - 3 | Drean Bolívar    | 25-19 | 22-25 | 17-25 | 20-25 |       |

UPCN Vóley - La Unión de Formosa
| Fecha       | Local               | Resul | Visitante           | Set 1 | Set 2 | Set 3 | Set 4 | Set 5 |
| ----------- | ------------------- | ----- | ------------------- | ----- | ----- | ----- | ----- | ----- |
| 12 de marzo | UPCN Vóley          | 3 - 0 | La Unión de Formosa | 25-21 | 25-21 | 25-23 |       |       |
| 13 de marzo | UPCN Vóley          | 3 - 2 | La Unión de Formosa | 25-23 | 20-25 | 18-25 | 28-26 | 15-7  |
| 18 de marzo | La Unión de Formosa | 0 - 3 | UPCN Vóley          | 23-25 | 20-25 | 15-25 |       |       |

### Final
Drean Bolívar - UPCN Vóley
| Fecha       | Local         | Resul | Visitante     | Set 1 | Set 2 | Set 3 | Set 4 | Set 5 |
| ----------- | ------------- | ----- | ------------- | ----- | ----- | ----- | ----- | ----- |
| 25 de marzo | Drean Bolívar | 3 - 0 | UPCN Vóley    | 25-16 | 25-21 | 25-20 |       |       |
| 26 de marzo | Drean Bolívar | 3 - 0 | UPCN Vóley    | 25-23 | 25-21 | 25-22 |       |       |
| 1 de abril  | UPCN Vóley    | 3 - 2 | Drean Bolívar | 23-25 | 25-18 | 24-26 | 25-22 | 15-11 |
| 2 de abril  | UPCN Vóley    | 1 - 3 | Drean Bolívar | 25-22 | 22-25 | 22-25 | 14-25 |       |
| 8 de abril  | Drean Bolívar | 3 - 0 | UPCN Vóley    | 25-22 | 25-19 | 26-24 |       |       |

| boder                 |
| Campeón Drean Bolívar |
| Sexto título          |

## Otros torneos durante la temporada

### Torneo Súper 8
El Torneo Súper 8, por motivos de patrocinio Torneo Súper 8 San Juan Minero, fue el torneo de mitad de temporada que juntó a los ocho mejores equipos de la primera ronda de la fase regular de la liga. El campeón del torneo fue UPCN Vóley que venció en la final a Rosario Sonder en el Estadio Aldo Cantoni en la ciudad de San Juan.
| Fecha       | Local      | Resul | Visitante      | Estadio              | Set 1 | Set 2 | Set 3 | Set 4 | Set 5 |
| ----------- | ---------- | ----- | -------------- | -------------------- | ----- | ----- | ----- | ----- | ----- |
| 16 de enero | UPCN Vóley | 3 - 1 | Rosario Sonder | Estadio Aldo Cantoni | 23-25 | 31-29 | 25-20 | 25-23 | —     |

Campeón
UPCN Vóley
Primer título